# Mudros
Moudros (Grieks: Μούδρος) is een deelgemeente (dimotiki enotita) van de fusiegemeente (dimos) Limnos, in de Griekse bestuurlijke regio (periferia) Noord-Egeïsche Eilanden.
Moudros is een havenplaatsje, gelegen aan de Golf van Mudros, een smalle, diepe baai, die schepen beschermt tegen wind en stroming. De deelgemeente telt 4842 inwoners (2001).
Mudros is bekend geworden in oktober 1918, toen op een Engels oorlogsschip de wapenstilstand tussen de geallieerden en het Ottomaanse Rijk werd getekend (Wapenstilstand van Mudros).
Tussen 1994 en 1997 ontdekten Griekse archeologen een bronstijdnederzetting op het kleine onbewoonde eiland Koukonesi voor de haven van Moudros. Deze nederzetting ontwikkelde zich rond ca. 2000-1650 v.Chr. en de vondsten tonen commerciële banden met Klein-Azië, de Egeïsche eilanden en het vasteland Griekenland aan. Myceense keramisch uit de 13e eeuw v.Chr. gevonden op Koukonesi zou kunnen bewijzen dat, rond het tijdperk men momenteel gelooft dat de Trojaanse Oorlog plaatsvond, de Grieken daar een permanente nederzetting hadden, in plaats van slechts een commerciële voorpost, die het belang van de zeeëngtes die de Egeïsche en Zwarte Zee verbindt doet begrijpen.